# Хоро (Сунтарский улус)
Хоро́ (якут. Хоро) — село в Сунтарском улусе Республики Саха (Якутия) России. Административный центр и единственный населённый пункт Хоринского наслега.

## География
Село находится в юго-западной части Якутии, в правобережной части долины реки Вилюй, на расстоянии примерно 43 км (по прямой) к северо-востоку от села Сунтар, административного центра улуса.
Климат
Климат характеризуется как резко континентальный. Средняя температура воздуха самого тёплого месяца (июля) составляет 17-18 °C; самого холодного (января) — −34 − −50 °C. Среднегодовое количество атмосферных осадков составляет 250—300 мм.
Часовой пояс
Село Хоро находится в часовой зоне МСК+6. Смещение применяемого времени относительно UTC составляет +9:00.

## Население
| 2002 | 2010 | 2012 | 2013 | 2014 | 2015 | 2016 |
| ---- | ---- | ---- | ---- | ---- | ---- | ---- |
| 340  | ↘272 | ↘268 | ↘261 | ↘243 | ↘238 | ↘234 |
| 2017 | 2018 | 2019 | 2020 | 2021 |      |      |
| ↗240 | ↘238 | ↗252 | ↘247 | ↘241 |      |      |

Половой состав
По данным Всероссийской переписи населения 2010 года в гендерной структуре населения мужчины составляли 48,9 %, женщины — соответственно 51,1 %.
Национальный состав
Согласно результатам переписи 2002 года, в национальной структуре населения якуты составляли 99 % из 340 чел.

## Улица
- ул. Сатыс[17].